# Chapelle Sainte-Anne de Frenchtown
La chapelle Sainte-Anne est une chapelle catholique située à Frenchtown, dans les Îles Vierges des États-Unis.

## Historique
La chapelle suit le rite romain ou tridentin et relève de la juridiction du diocèse de Saint-Thomas. Elle a été construite grâce à l'entremise du père John Guillo (venu du Michigan en 1918) et ouverte et inaugurée le 25 décembre 1921 et de Paul Dugal. Elle a célébré sa première messe en 1922 et, plus tard de la même année, un premier couple s'y est marié le 29 novembre.